# Calanna
Calanna ist eine Stadt der Metropolitanstadt Reggio Calabria in der Region Kalabrien in Italien mit 748 Einwohnern (Stand 31. Dezember 2023).

## Lage und Daten
Calanna liegt 19 km nordöstlich von Reggio Calabria. Die Nachbargemeinden sind Fiumara, Laganadi, Reggio Calabria und San Roberto. Haupterwerbszweig ist die Landwirtschaft.

## Geschichte
Das Dorf wurde im Mittelalter gegründet, das genaue Jahr ist unbekannt. 1783 wurde Calanna bei einem Erdbeben zum größten Teil zerstört.

## Sehenswürdigkeiten
- Von den Normannen erbautes Kastell
- Nekropole einer vorgeschichtlichen Siedlung aus dem 11.–10. Jahrhundert v. Chr.
- Bedeutende byzantinische Nekropole aus dem 9.–10. Jahrhundert